# Олехово (Рыбинский район)
Олехово — деревня Арефинского сельского поселения Рыбинского района Ярославской области .
Деревня расположена на севере сельского поселения на правом берегу реки Ухра. Это самый нижний по правому берегу Ухры населённый пункт Арефинского сельского поселения. Ухра в районе Олехова имеет излучину и протекает в востока, юга и запада от деревни. Деревня расположена на северо-запад от центра сельского поселения села Арефино, Дорога к Арефино идёт по правому берегу через деревню Гончарово, стоящую выше по течению реки на расстоянии около 500 м. На противоположном берегу Ухры в Южном направлении стоит деревня Афремово, а ниже Афремово и Олехово на левом берегу деревня Городишка. К северу от деревни сельскохозяйственные угодья, за которыми протекает правый приток Ухры, река Восломка, по которой проходит граница Рыбинского и Пошехонского районов .
Деревня Олехова указана на плане Генерального межевания Рыбинского уезда 1792 года.
На 1 января 2007 года в деревне Олехово не числилось постоянных жителей . Почтовое отделение, расположенное в селе Арефино обслуживает в деревне Олехово 6 домов .